# Peter Underwood
Peter George Underwood (ur. 10 października 1937, zm. 7 lipca 2014) – australijski prawnik i działacz społeczny, od kwietnia 2008 pełnił funkcję gubernatora Tasmanii.

## Życiorys
Pochodził z Wielkiej Brytanii, do Australii przeniósł się wraz ze rodziną jako trzynastolatek. Służył w Royal Australian Navy, gdzie doszedł do stopnia podporucznika. Następnie ukończył prawo na University of Tasmania i podjął praktykę adwokacką w Hobart. W 1984 został sędzią Sądu Najwyższego Tasmanii, zaś w latach 2004-2008 był jego prezesem. Ponadto pracował jako wykładowca akademicki w Hobart, Londynie i Hongkongu. Był także wiceprzewodniczącym Dyscyplinarnego Trybunału Apelacyjnego Australijskich Sił Zbrojnych.
3 marca 2008 premier Tasmanii Paul Lennon ogłosił jego nominację na gubernatora stanu. Oficjalnie objął urząd 2 kwietnia 2008. Zajmował to stanowisko do końca swojego życia. Zmarł 7 lipca 2014 w wieku 76 lat, przyczyną zgonu był rak nerki. 